# لشکرکشی برمه (۱۹۴۲-۱۹۴۳)
لشکرکشی برمه (به انگلیسی: Burma campaign) در جبهه جنوب شرقی آسیا در جنگ جهانی دوم، طی چهار سال از سال ۱۹۴۲ تا ۱۹۴۵ انجام شد. در طول سال اول این لشکرکشی، ارتش امپراتوری ژاپن با کمک شورشیان برمه، نیروهای بریتانیایی و چینی را از برمه بیرون رانده و بیشتر کشور را اشغال کرد. از ماه مه تا دسامبر ۱۹۴۲، اکثر لشکرکشی‌های فعال متوقف شدند، زیرا باران‌های موسمی، حرکت تاکتیکی را در مرز جنگلی و کوهستانی بین هند و برمه تقریباً غیرممکن کرده بود و متفقین و ژاپنی‌ها با محدودیت‌های لجستیکی شدیدی روبرو بودند.
هنگامی که باران‌ها متوقف شدند، متفقین دو حمله را آغاز کردند. یکی، حمله‌ای در استان ساحلی آراکان، شکست خورد و تأثیرات شدیدی بر روحیه متفقین گذاشت. این روحیه تا حدی با بهبود مدیریت و آموزش و تا حدی با نتایج بسیار تبلیغ‌شده حمله‌ای توسط سربازان تحت فرماندهی سرتیپ اورد وینگیت، احیا شد. این حمله همچنین ممکن است فرماندهان ژاپنی را به انجام حملات بزرگ در سال بعد ترغیب کرده باشد که به طرز فاجعه‌باری شکست خورد.